# Felix Salten
Felix Salten (właściwie Siegmund Salzmann) (ur. 6 września 1869 w Peszcie, zm. 8 października 1945 w Zurychu) – austriacki pisarz żydowskiego pochodzenia.

## Życiorys
Urodził się w niezamożnej, niewykształconej rodzinie. Trzy tygodnie po narodzinach rodzina Saltena przeniosła się do Wiednia, gdyż miasto w tym okresie zagwarantowało pełne prawa Żydom. We wczesnych latach życia jego przyjacielem był Arthur Schnitzler. Pisarz uzyskał wykształcenie elementarne, po ogłoszeniu bankructwa przez ojca przerwał naukę i rozpoczął pracę w agencji ubezpieczeniowej. W tym okresie zaczął pisać pierwsze poematy i krótkie eseje do gazet. Był jednym z inicjatorów ruchu Młody Wiedeń (Jung Wien) i niedługo potem otrzymał pracę krytyka literackiego w wiedeńskiej prasie (m.in. Berliner Morgenpost). Pisał pod różnymi pseudonimami, publikował średnio jedną książkę w roku, był jednym ze współpracowników a później zawodowych rywali pisarza i krytyka Karla Krausa. W 1902 poślubił Ottillie Metz, z którą miał dwoje dzieci (Paul i Anna-Katherina). W 1923 opublikował swoją najsłynniejszą powieść, Bambi: Opowieść leśna (niem. Bambi. Eine Lebensgeschichte aus dem Walde), która w 1928 została przetłumaczona na język angielski. W 1927 Salten został prezesem austriackiego PEN Clubu. W 1942 odbyła się premiera filmu Bambi będąca adaptacją utworu pisarza (Salten miał sprzedać prawa do filmu Sidneyowi Franklinowi za 1000 dolarów).
Adolf Hitler zakazał nabywania książek Saltena w 1936. Pisarz przeniósł się w 1938 do Niemiec, następnie zaś do Szwajcarii, gdzie żył do swojej śmierci.

## Twórczość[7]
- Der Schrei der Liebe (1905)
- Josefine Mutzenbacher, (1906)
- Olga Frohgemuth. Erzählung (1910)
- Kaiser Max der letzte Ritter (1912)
- Bambi. Eine Lebensgeschichte aus dem Walde, pol. Bambi: Opowieść leśna (1923)
- Der Hund von Florenz (1923)
- Neue Menschen auf alter Erde. Eine Palästinafahrt (1925)
- Martin Overbeck. Der Roman eines reichen jungen Mannes (1927)
- Fünf Minuten Amerika (1931)
- Florian. Das Pferd des Kaisers. Roman (1933)
- Bambis Kinder. Eine Familie im Walde. Mit 18 ganzseitigen Federzeichnungen von Hans Bertle, pol. Dzieci Bambi (1940)
- Gesammelte Werke in Einzelausgaben. (1928-1932).